# Walton Cardiff
Walton Cardiff är en by i civil parish Ashchurch Rural, i distriktet Tewkesbury i grevskapet Gloucestershire i England. Walton Cardiff var en civil parish fram till 2008 när blev den en del av Ashchurch Rural och Wheatpieces. Parish har 1 291 invånare (2001). Byn nämndes i Domedagsboken (Domesday Book) år 1086, och kallades då Waltone.